# Referendum in Sri Lanka 1982

Ergebnis des Sri Lanka National Referendum 1982.

Das Referendum in Sri Lanka von 1982 über die Verlängerung der Legislaturperiode des Parlaments von Sri Lanka um sechs Jahre wurde am 22. Dezember 1982 abgehalten. Es war das erste und ist bisher das einzige nationale Referendum, das in Sri Lanka abgehalten wurde.

## Vorgeschichte
Die Präsidentschaftswahl in Sri Lanka am 20. Oktober 1982 war die erste Direktwahl des Präsidenten Sri Lankas seit Inkrafttreten der neuen Verfassung 1978, die das politische Machtzentrum auf den Präsidenten verlagerte. Die Wahl wurde von Amtsinhaber Junius Richard Jayewardene von der UNP gewonnen. Die Wahlbeteiligung lag bei 80,1 % und damit unter der der letzten Wahl 1977 (86,4 %), was zumindest teilweise durch den Wahlboykott der größten Tamilenpartei TULF im Norden erklärt war. Außerdem wurde spekuliert, dass das neu eingeführte, scheinbar kompliziertere Präferenzwahlrecht einige Wähler abgeschreckt haben könnte.
Im Spektrum der extremen Linken zeigte sich ein fast vollständiger Kollaps der Lanka Sama Samaja Party (LSSP), die bei dieser Wahl nur noch 0,9 % der Stimmen erhielt. An ihre Stelle trat die Janatha Vimukthi Peramuna (JVP), die mit 4,19 % auf den dritten Platz kam. Obwohl die Wahl mit einem eindeutigen Wahlsieg für den UNP-Amtsinhaber Jayawardane endete, zeigte sich gleichermaßen, dass der oppositionelle SLFP-Kandidat trotz deutlicher Benachteiligung (die Parteivorsitzende Sirimavo Bandaranaike durfte nicht kandidieren, die SLFP war durch innerparteiliche Streitigkeiten geschwächt) fast 40 % der Stimmen erhalten hatte. Damit schien es unwahrscheinlich, dass die UNP bei der turnusmäßig spätestens im August 1983 anstehenden Parlamentswahl ihre bisherige verfassungsändernde Zweidrittelmehrheit im Parlament würde behaupten können. 
Die UNP-Regierung verabschiedete daher den 4. Verfassungszusatz zur Verfassung Sri Lankas, der die Legislaturperiode des 1977 gewählten Parlaments um weitere sechs Jahre verlängerte. Dieser Verfassungszusatz musste durch ein Referendum bestätigt werden, das auf den 22. Dezember 1982 angesetzt wurde. Die Regierung begründete die Verschiebung der Parlamentswahl mit der Notwendigkeit einer wirtschaftlichen Stabilisierung unter der amtierenden Regierung. Radikale, „anti-demokratische“ Elemente der Opposition sollten keine Chance erhalten, ins Parlament zu gelangen. Diese Argumentation wurde von der Opposition zurückgewiesen, die die Regierung beschuldigte, eine Ein-Parteien-Diktatur zu errichten.

## Ablauf
Nach der Verabschiedung des Gesetzes durch das Parlament gab Präsident Jayawardene am 14. November 1982 eine Amtsblatt-Mitteilung heraus, in der er den Wahlleiter Chandrananada de Silva aufforderte, am 22. Dezember 1982 ein landesweites Referendum abzuhalten. In den Wahlkabinen sollten die Wähler einen Stimmzettel mit folgender Frage erhalten:

„Do you approve the Bill entitled the Fourth Amendment to the Constitution published in Gazette Extraordinary No 218/23 of 13 November 1982, which provides inter alia that unless sooner dissolved the First parliament shall continue until 4 August 1989, and no longer and shall thereupon stand dissolved.“

„Stimmen Sie dem Gesetzentwurf mit dem Titel „Vierte Verfassungsänderung“ zu, der im Amtsblatt Nr. 218/23 vom 13. November 1982 veröffentlicht wurde und der unter anderem vorsieht, dass das Erste Parlament, sofern es nicht früher aufgelöst wird, bis zum 4. August 1989 und nicht länger fortbesteht und danach aufgelöst wird.“

Das Referendum fand am 22. Dezember 1982 statt. Die Wahlbeteiligung lag bei 71 Prozent, von insgesamt 8.145.015 wahlberechtigten Sri Lankanern. Mehr als 54 Prozent stimmten für die Verlängerung der Legislaturperiode des Parlaments, eine Steigerung gegenüber der Zahl von 52 Prozent, die Jayawardene bei den Präsidentschaftswahlen drei Monate zuvor erhalten hatte. Und das, obwohl eine große Mehrheit der Wähler in den tamilischen Mehrheitsgebieten des Landes gegen das Referendum stimmte. Insgesamt stimmten die Mehrheiten in 120 der 168 Wahlkreise für das Referendum.